# Soronia
Genre
Soronia est un genre d'insectes coléoptères de la famille des Nitidulidae, sous-famille des Nitidulinae.

## Systématique
Le genre Soronia a été créé en 1843 par l'entomologiste allemand Wilhelm Ferdinand Erichson (1809-1848),.

## Présentation
Il y a environ quatorze espèces décrites dans le genre Soronia,,.

## Liste d'espèces
- Soronia borbonica Grouvelle, 1899
- Soronia dorrigoi Kirejtshuk, 2004
- Soronia elongata Cameron, 1903
- Soronia glabra Kirejtshuk, 2004
- Soronia grisea (Linnaeus, 1758)
- Soronia guttulata (LeConte, 1863)
- Soronia hystrix Sharp, 1876
- Soronia madagascarensis Kirejtshuk, 2004
- Soronia merkli Kirejtshuk, 2005
- Soronia oblonga C.Brisout de Barneville, 1863
- Soronia optata Sharp, 1878
- Soronia punctatissima (Illiger, 1794)
- Soronia shibatai Hisamatsu & Hisamatsu, 2008
- Soronia substriata Hamilton, 1893

## Espèces fossiles
Selon Paleobiology Database en 2023, ce genre a deux collections de fossiles du Paléogène.
L'espèce fossile est Soronia menatensis Kirejtshuk & Nel, 2018

## Galerie

Quelques espèces vivantes du genre Soronia.
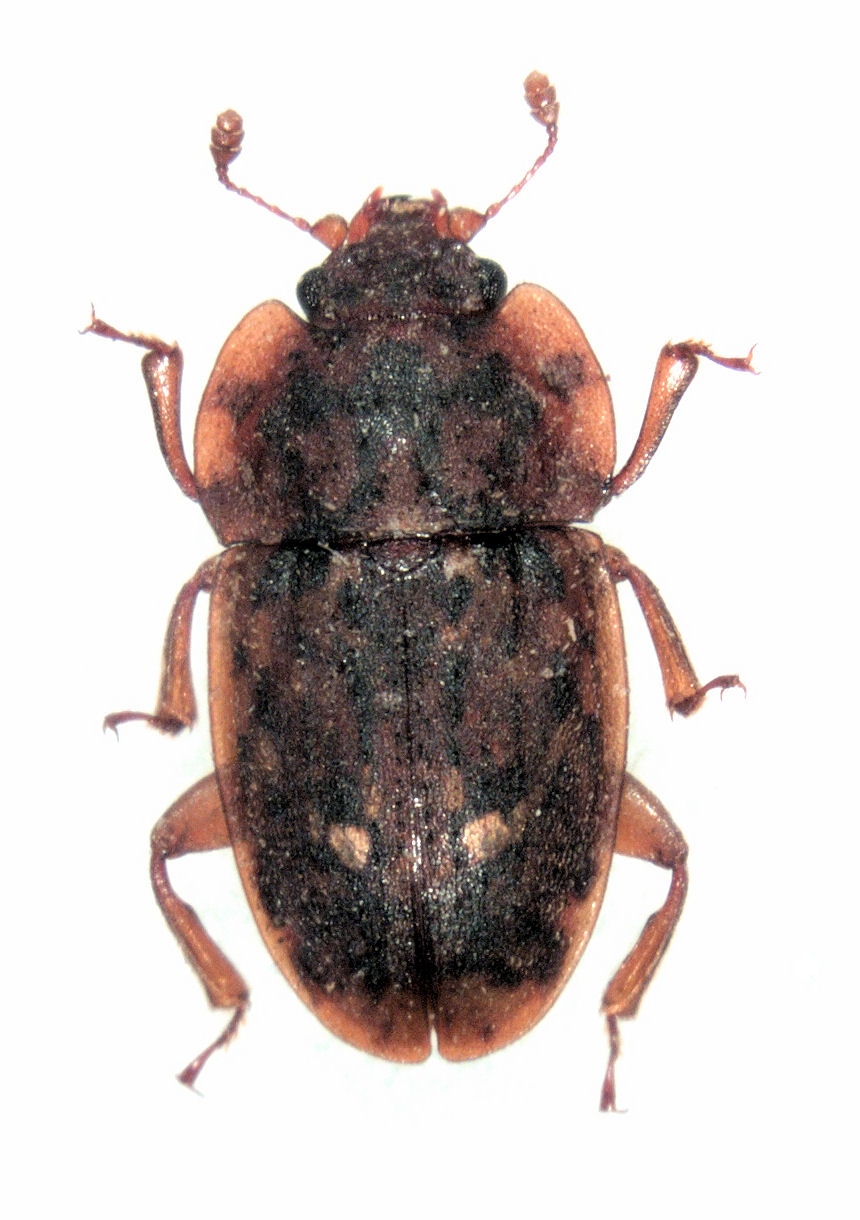
Soronia asperella.
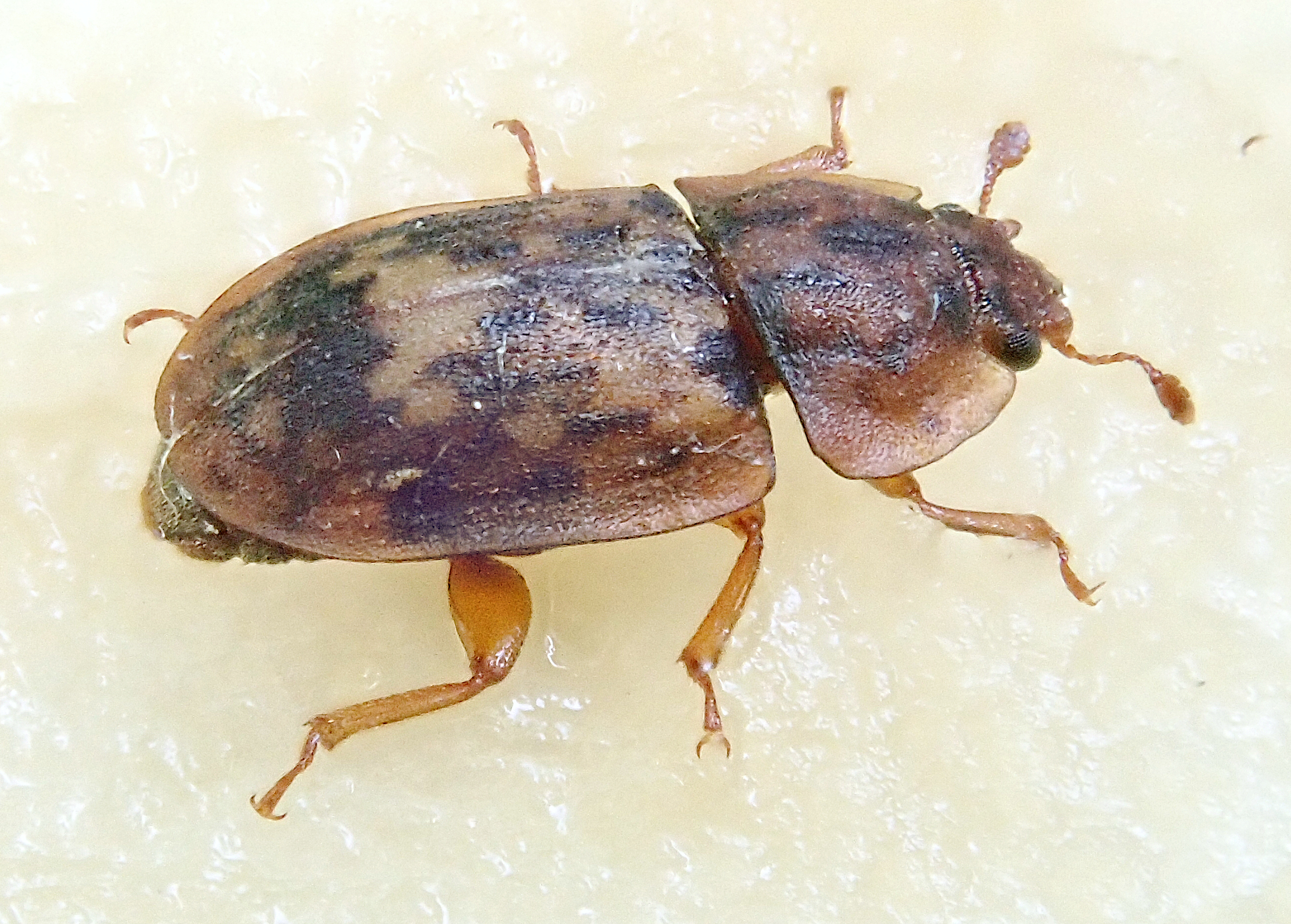
Soronia grisea.
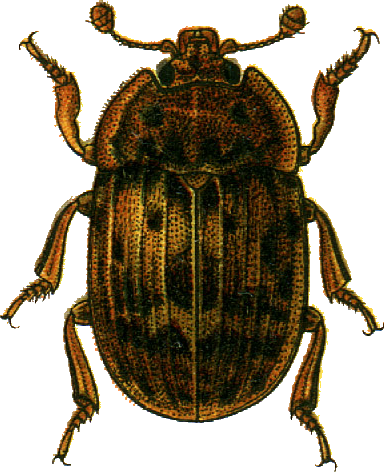
Soronia punctatissima.

### Publication originale
- W. F. Erichson, Versuch einer systematischen Eintheilung der Nitidularian, vol. 4, coll. « Zeitschrift für Entomologie », 1843, 225-361 p.